# Pieter Philip van Bosse
Pieter Philip van Bosse (Amsterdam, 16 dicembre 1809 – L'Aia, 16 dicembre 1879) è stato un politico olandese, primo ministro dei Paesi Bassi dal 4 giugno 1868 al 4 gennaio 1871.

## Biografia
Durante il governo Thorbecke viene chiamato alla guida del Ministero delle Finanze (incarico che ricoprirà in altre cinque occasioni) e si impegna per liberalizzare il commercio e la navigazione. Nel 1869 abolisce la tassa sui quotidiani stimolando la pubblicazioni di giornali.
Dopo la fine della sua esperienza come primo ministro torna a ricoprire una carica di governo (Ministro delle Colonie) nell'esecutivo guidato da Jan Kappeyne van de Coppello.